# 杨岭多吉
杨岭多吉（藏語：ཡངས་གླིང་རྡོ་རྗེ，威利转写：yangs gling rdo rje；1931年4月—），又名东泉，男，藏族，四川巴塘人，中华人民共和国政治人物。

## 生平
杨岭多吉早年就读巴安师范学校。1949年，担任四川省义敦县政府秘书兼共青团义敦县委书记。1954年，任共青团西康省委统战部副部长、共青团四川省委副书记。1957年，升任共青团中央候补委员。1975年，任阿坝藏族自治州委书记。1979年，任四川省人民政府副省长。1980年，任中共西藏自治区党委副书记。1981年，任西藏自治区人民政府副主席。1983年，改任西藏自治区政协主席。1986年，任四川省政协副主席。